# Festa ao Senhor Bom Jesus dos Navegantes
A Festa ao Senhor Bom Jesus dos Navegantes é uma manifestação religiosa católica, tradicional na cidade de Salvador, no estado brasileiro da Bahia. Ocorre anualmente nos dias 31 de dezembro e 1 de janeiro, no bairro de Boa Viagem, em deferência ao Bom Jesus dos Navegantes, agradecendo pelo ano que termina e pedindo bênção e proteção ao ano que inicia.
A celebração é organizada pela Igreja de Nossa Senhora da Boa Viagem e pela Basílica da Conceição da Praia.

## História
Em 1750, ocorreu a primeira celebração ao Bom Jesus dos Navegantes em Salvador, iniciado pelos capitãs das embarcações, que até meados do século XIX usaram a galeota do Capitão Antônio Cavalcanti Pompeu de Albuquerque para a procissão marítima.
Em 1841 foi a primeira vez que a festa é mencionada no jornal, o Correio Mercantil, convidando o público a participar.
Até 1890, o Estado cedia a Galeota Imperial para a procissão marítima. Durante a procissão, na passagem do cortejo pelo Forte São Marcelo, disparavam vinte e um tiros de festim dos canhões do forte. Com o fim do Império, a igreja perde o apoio do Estado e após um incidente com os tiros de projéteis, que quase atingiram um navio estrangeiro, a marinha rompe com a igreja, não permitindo mais a utilização da Galeota Oficial.
No ano de 1891, para não interromper a celebração, o comerciante Agostinho Dias Lima arrumou um escaler para a procissão marítima. Em 27 de dezembro de 1891, é abençoada uma nova galeota, construída pelos carpinteiros Manoel Dias, João Francisco da Maia e João Ricardo Borges com ajuda de operários e é batizada de Gratidão do Povo. E no ano de 1892, a Galeota Gratidão do Povo passa a ser a galeota oficial da procissão.
No ano de 1972, um foguete atingi a Galeota Gratidão do Povo, danificando-a. Nenhum ocupante se feriu, mas precisaram ser transferidos, juntamente com a imagem do Senhor Bom Jesus dos Navegantes, para outra embarcação.
Com a pandemia do Covid-19, as festividades de 31 de dezembro de 2020 e de 1 de janeiro de 2021 precisaram se adequar para não ter aglomeração. As missas tiveram o número de devotos, dentro das igrejas, delimitado a cem pessoas, mediante agendamento prévio e houve transmissão ao vivo através das redes sociais. Não houve a procissão marítima. A imagem do Senhor Bom Jesus dos Navegantes foi transportada por veículo do Corpo de Bombeiros até a Basílica da Conceição da Praia, com breve parada no portão principal da administração da CODEBA, para saudar os portuários. E usando do mesmo procedimento no retorna à Igreja de Nossa Senhora da Boa Viagem, com uma breve parada na Obras Sociais Irmã Dulce (OSID) e no Santuário São José.

## Festividades
As condições marítimas podem alterar o roteiro do percurso. A procissão marítima, em alguns anos, precisou ser cancelada devido ao mau tempo e a imagem foi conduzida em procissão terrestre.

### 27 de dezembro
É quando ocorre a abertura oficial com uma alvorada com queima de fogos e com a lavagem do templo. A comunidade primeiramente faz a oração e depois começam a lavagem com as próprias vassouras que trouxeram de suas casas. Em seguida, a bandeira da Devoção do Senhor Bom Jesus dos Navegantes é hasteada e a missa celebrada para os barraqueiros.

### 28 a 30 de dezembro
Tem-se início o tríduo preparatório, três dias de oração e homenagens.

### 31 de dezembro
Às nove horas da manhã, a Galeota Gratidão do Povo desce ao mar. Às quinze horas, é realizada a Missa do Embarque na Igreja de Nossa Senhora da Boa Viagem. Após a missa, a imagem do Senhor Bom Jesus dos Navegantes e a imagem de Nossa Senhora da Boa Viagem  seguem em direção ao mar, onde a imagem do Senhor Bom Jesus dos Navegantes é colocada na galeota e a imagem de Nossa Senhora retorna para a igreja. A procissão marítima tem o início do percurso na Praia da Boa Viagem e segue até o segundo armazém das docas no Porto de Salvador, onde a imagem de Nossa Senhora da Conceição da Praia aguarda, juntamente com devotos. Após o encontro das imagens, seguem em procissão terrestre até a Basílica da Conceição da Praia, no bairro do Comércio.
Paralelamente, às quinze horas é realizado uma missa na Basílica da Conceição da Praia, após a missa, os devotos saem em procissão com a imagem Nossa Senhora da Conceição da Praia em direção ao cais do porto de Salvador, para aguardar a chegada da imagem do Senhor Bom Jesus dos Navegantes.

### 1 de janeiro
Às oito horas da manhã, é realizado uma missa na Basílica da Conceição da Praia, depois na Igreja da Boa Viagem. Às dez horas, a imagem do Senhor Bom Jesus dos Navegantes e a imagem Nossa Senhora da Conceição da Praia saem em procissão terrestre até a Capitania dos Portos, a imagem do Senhor Bom Jesus dos Navegantes é colocada na galeota e a imagem Nossa Senhora da Conceição da Praia retorna para a igreja. A procissão marítima, que se inicia no píer da Capitania dos Portos, segue até o Porto da Barra, retorna até o cais do porto e desembarca na Ponta do Humaitá, onde a imagem da Nossa Senhora da Boa Viagem aguarda. Depois seguem em procissão terrestre até a Igreja Matriz da Nossa Senhora da Boa Viagem, onde a imagem do Senhor Bom Jesus fica exposta até às quinze horas. Dando início a parte profana do evento.

## Restauro da Galeota Gratidão do Povo
Em 2018, por apresentar problemas na sua estrutura, a Galeota Gratidão do Povo foi interditada pela Capitania dos Portos. Estava com infiltrações e rachaduras. A última reforma foi em 1995.
Em julho do ano seguinte, a Fundação Dom Avelar Brandão Vilela fica responsável em obter os recursos para o restauro e no mesmo mês as obras tiveram início. Foram substituídos o casco do barco que passou a ser de cedro, madeira mais maleável e resistente, os pregos antigos eram de cobre e foram trocados por de zinco, foram removidas as várias camadas de tinta que ofuscavam os adornos do barco.
As obras foram acompanhadas por uma  restauradora para garantir a parte estética do barco, que possui elementos decorativos em  forma de vegetal ou semelhante às plantas  e elementos em forma de animais. A área conhecida como "Camarim", uma parte localizada na popa da embarcação, também teve suas colunas, cabeças de anjos, estrelas  e pinturas das insígnias da Paixão de Cristo restauradas.